# 奈良県造園建設高等職業訓練校
奈良県造園建設高等職業訓練校（ならけんぞうえんけんせつこうとうしょくぎょうくんれんこう）は、認定職業訓練による職業能力開発校。社団法人奈良県造園建設業協会が運営する。社団法人日本造園建設業協会奈良県支部が運営を支援している。

## 概要
造園芸労働者に対し、体系的に継続的に職業能力の向上をはかるために設立。 
- 訓練コース - 設置訓練科は造園科で、国家試験受験コース・造園科IT基礎コース・造園科デザインコース・造園科安全衛生基本コース・造園科安全作業基本コースの5つのコースが設置されている。
- 場所　-　奈良県奈良市三条大路1丁目　市役所前三和ビル北緯34度41分2.8秒 東経135度48分13.3秒 / 北緯34.684111度 東経135.803694度座標: 北緯34度41分2.8秒 東経135度48分13.3秒 / 北緯34.684111度 東経135.803694度

## 沿革
- 2003年　奈良県造園建設高等職業訓練校の開校